# Cornelius Caroon
Cornelius Caroon était gouverneur de Nouvelle-Courlande à Tobago de 1643 à 1650.
En 1642, le capitaine Caroon arriva sur la côte nord de Tobago avec 300 colons courlandais. Ce n'était pas la première tentative courlandaise de coloniser Tobago mais tous les efforts précédents avaient été interrompus par les espagnols.
En 1650, Caroon et les colons abandonnèrent la Nouvelle-Courlande et se rendirent à Tortuga puis en Jamaïque à cause d'une épidémie de maladies survenue à Tobago qui réduisit considérablement le nombre d'hommes capables de se défendre contre les Caraïbes.